# ماهونیا (سرده)
ماهونیا (نام علمی: Mahonia) نام یک سرده از تیره زرشکیان است.

## نگارخانه

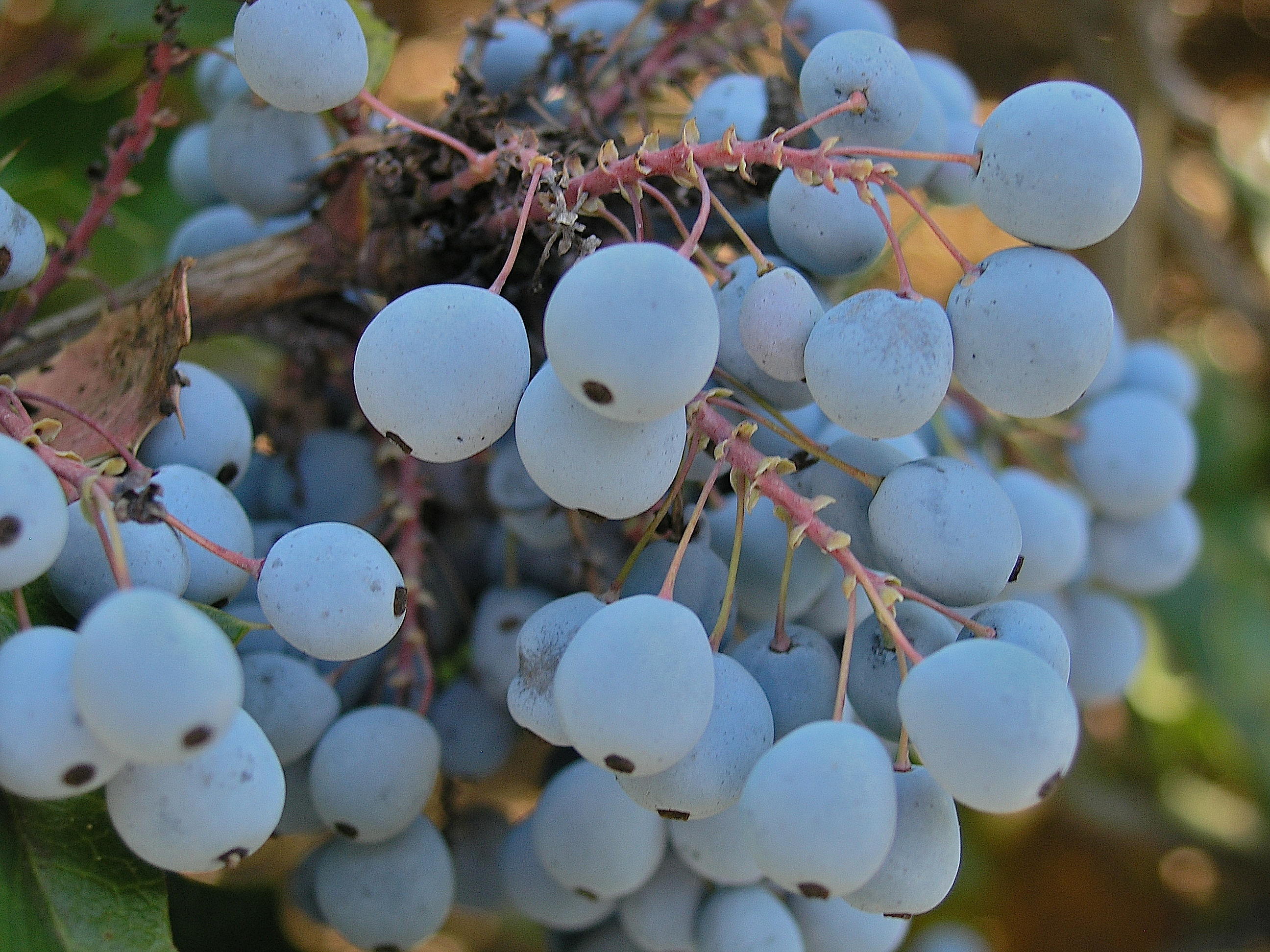
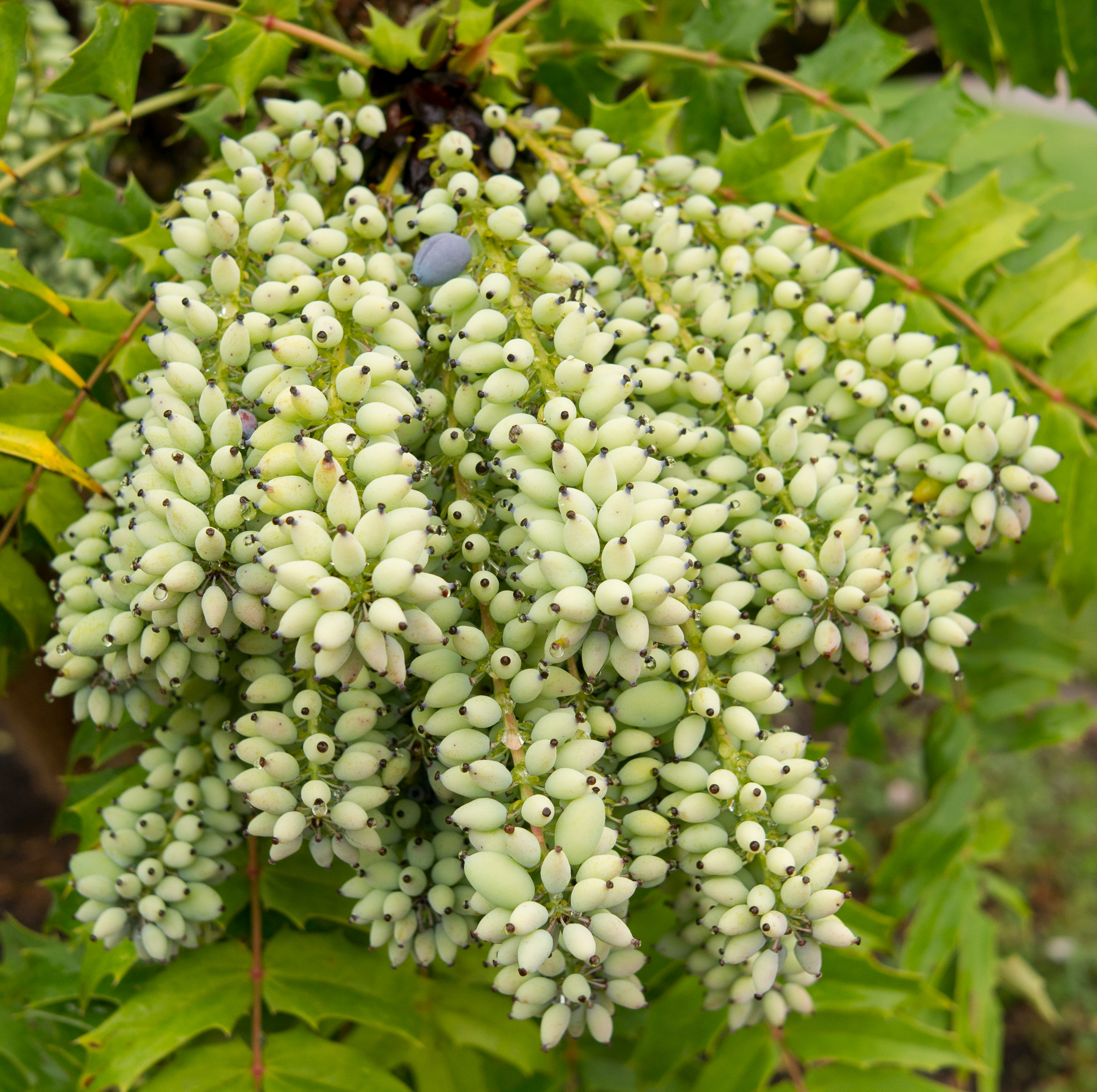
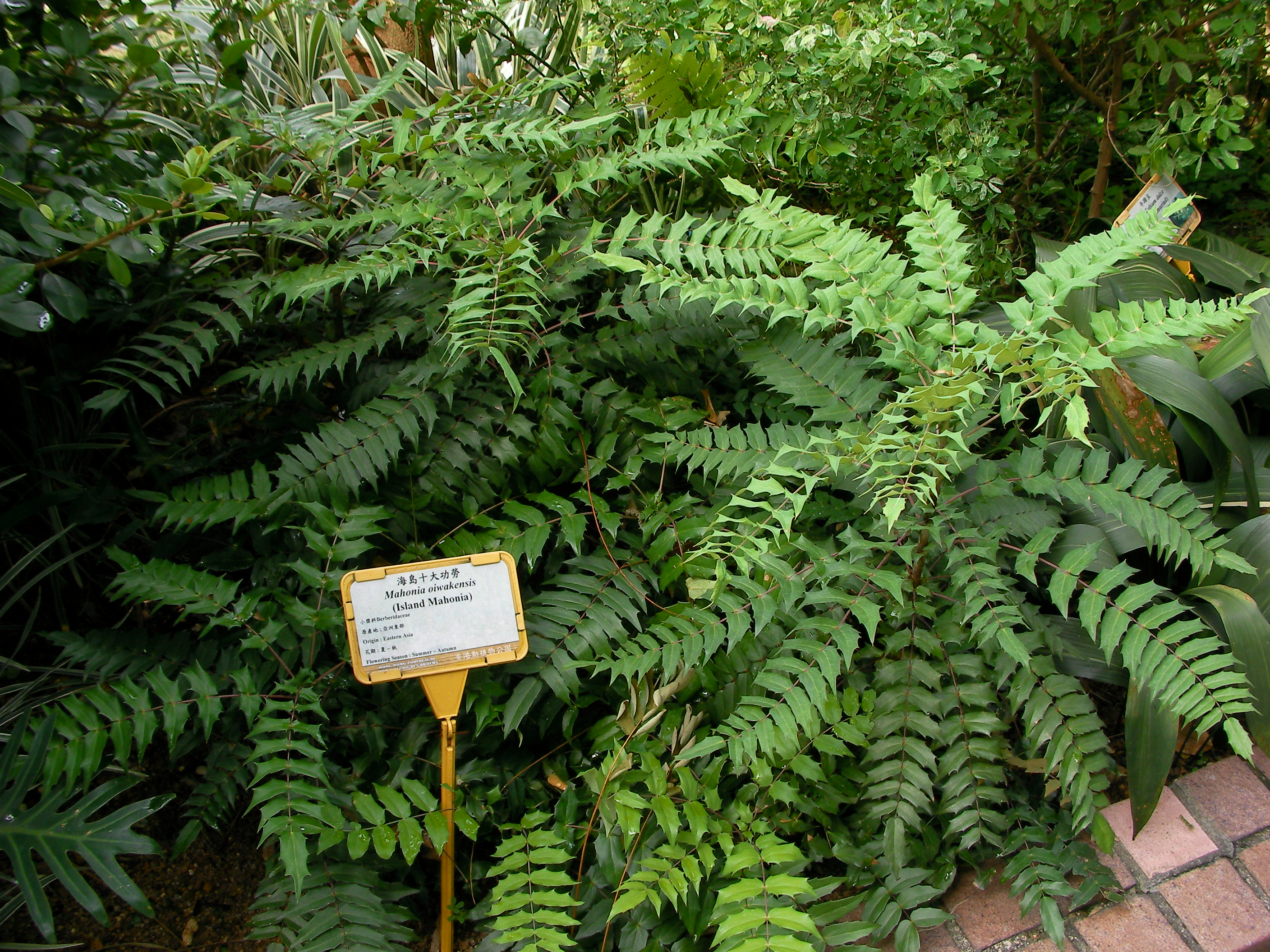
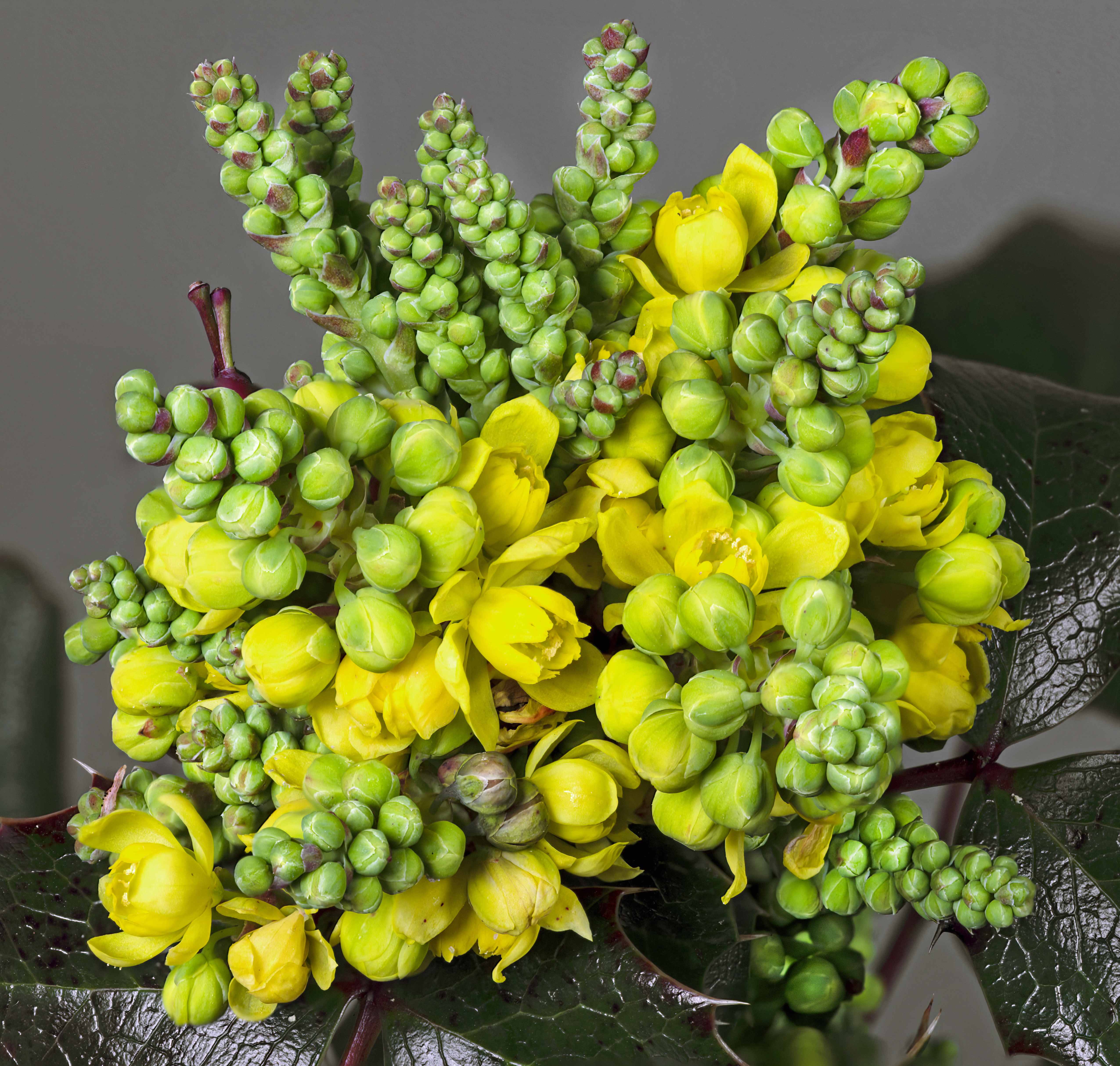